# Tommy and Quadrophenia Live
Tommy and Quadrophenia Live es un triple DVD del grupo británico The Who, publicado por Rhino Entertainment en 2005. Dirigido por Roger Daltrey y Aubrey Powell, incluye sendos conciertos ofrecidos durante la gira de 1989 y la de 1996, en las que interpretaron, respectivamente, los álbumes Tommy y Quadrophenia. Mientras que la porción de Tommy había sido editada previamente en VHS, el material de la gira de Quadrophenia era inédito hasta la fecha.
Ambas partes incluyen al grupo respaldado por una amplia banda de apoyo. En la gira de 1989, el grupo incluyó a Steve 'Boltz' Bolton en la guitarra, John Bundrick en los teclados, Simon Phillips en la batería, Jody Linscott en la percusión, y Chyna, Billy Nicholls y Cleveland Watkiss en los coros. La banda de 1996 y 1997 incluyó a Zak Starkey como batería y a Simon Townshend, hermano de Pete, como guitarrista. En ambas giras, Townshend utilizó la guitarra acústica en la gran mayoría del concierto, y solo tocó la eléctrica en unas pocas canciones.

## Lista de canciones
Disco uno
1. "Overture"
2. "It's A Boy"
3. "1921"
4. "Amazing Journey"
5. "Sparks"
6. "Eyesight to the Blind" (con Steve Winwood)
7. "Christmas"
8. "Cousin Kevin" (con Billy Idol)
9. "The Acid Queen" (con Patti LaBelle)
10. "Pinball Wizard" (con Elton John)
11. "Do You Think It's Alright?"
12. "Fiddle About" (con Phil Collins)
13. "There's A Doctor"
14. "Go to the Mirror!"
15. "Smash The Mirror"
16. "Tommy, Can You Hear Me?"
17. "I'm Free"
18. "Extra Extra / Miracle Cure"
19. "Sally Simpson"
20. "Sensation"
21. "Tommy's Holiday Camp" (con Phil Collins)
22. "We're Not Gonna Take It"

Disco dos
1. "I Am the Sea"
2. "The Real Me"
3. "Quadrophenia"
4. "Cut My Hair"
5. "The Punk And The Godfather"
6. "I'm One"
7. "The Dirty Jobs"
8. "Helpless Dancer"
9. "Is It In My Head?"
10. "I've Had Enough"
11. "5.15"
12. "Sea and Sand"
13. "Drowned"
14. "Bell Boy"
15. "Doctor Jimmy"
16. "The Rock"
17. "Love, Reign o'er Me"

Disco tres
1. "Substitute"
2. "I Can See For Miles"
3. "Baba O'Riley"
4. "Face the Face"
5. "Love, Reign o'er Me"
6. "Boris the Spider"
7. "Dig"
8. "Join Together"
9. "Rough Boys"
10. "You Better You Bet"
11. "Behind Blue Eyes"
12. "Won't Get Fooled Again"
13. "Who Are You"
14. "Won't Get Fooled Again"
15. "Substitute"
16. "I Can't Explain"
17. "The Kids Are Alright"
18. "Behind Blue Eyes"
19. "Who Are You"
20. "The Acid Queen"
21. "Pinball Wizard"
22. "A Little Is Enough"